# ميريام س. رايس
ميريام س. رايس (بالإنجليزية: Miriam C. Rice)‏ هي فنانة أمريكية، ولدت في 13 يناير 1918، وتوفيت في 30 أغسطس 2010.